# هوکوریکو الکتریک
هوکوریکو الکتریک (انگلیسی: Hokuriku Electric) شرکت برق ژاپنی است، که در سال ۱۹۵۱ تأسیس شد.